# サン・ジュリアーノ・ミラネーゼ
サン・ジュリアーノ・ミラネーゼ（伊: San Giuliano Milanese）は、イタリア共和国ロンバルディア州ミラノ県にある、人口約38,000人の基礎自治体（コムーネ）。

## 地理

### 位置・広がり

#### 隣接コムーネ
隣接するコムーネは以下の通り。
- カルピアーノ
- コルトゥラーノ
- ロカーテ・ディ・トリウルツィ
- メディリア
- メレニャーノ
- サン・ドナート・ミラネーゼ

### 地震分類
イタリアの地震リスク階級 (it) では、3 に分類される
。

## 行政

### 分離集落
サン・ジュリアーノ・ミラネーゼには、以下の分離集落（フラツィオーネ）がある。
- Borgolombardo, Carpianello, Civesio, Mezzano, Pedriano, Rancate, Santa Brera, Sesto Ulteriano, Viboldone, Videserto, Zivido

## 姉妹都市
- ビュシー＝サン＝ジョルジュ、フランス 2002年
- クルテア・デ・アルジェシュ、ルーマニア 2003年
- グラヴィーナ・イン・プーリア、イタリア 2013年